# Campeonato Mundial de League of Legends
O Campeonato Mundial de League of Legends (comumente abreviado como Mundial ou Worlds) é o torneio internacional de League of Legends que acontece anualmente organizado pela Riot Games e é o ponto culminante de cada temporada. As equipes competem pelo título de campeão do mundo, pela Taça do Invocador de 70 libras (32 quilos) e uma premiação de campeonato multimilionária. Em 2018, a final foi assistida por 99,6 milhões de pessoas, quebrando o recorde de espectadores da final de 2017. O torneio é amplamente elogiado por sua alta qualidade de jogadas e performances cerimoniais, ao receber atenção em todo o mundo devido à sua natureza dramática e emocional.
O Campeonato Mundial de League of Legends ganhou enorme sucesso e popularidade, tornando-o um dos torneios mais prestigiados e assistidos do mundo, bem como o videogame mais assistido do mundo. Em 2022, a final do campeonato teve mais de cinco milhões de espectadores, superando os 4.18 milhões do ano anterior.
O torneio alterna seus locais em diferentes países e regiões importantes a cada ano. A equipe T1 da Coreia do Sul é o time de maior sucesso na história do torneio, tendo conquistado quatro campeonatos mundiais. A equipe T1 da Coreia do Sul é a atual campeã do torneio, tendo vencido em 2023. 

## História

### 2011
O Campeonato Mundial da primeira temporada foi realizado em junho de 2011 na Dreamhack Summer 2011, e contou com uma premiação total de US$ 100.000. Oito equipes participaram do torneio: três da Europa, três da América do Norte e duas do Sudeste Asiático (uma das Filipinas e uma de Singapura). Mais de 1,6 milhão de espectadores assistiram à transmissão do evento, com um pico de mais de 210.069 simultâneos espectadores na final. Maciej "Shushei" Ratuszniak do time vencedor Fnatic foi nomeado o jogador mais valioso (MVP) do torneio.

### 2012

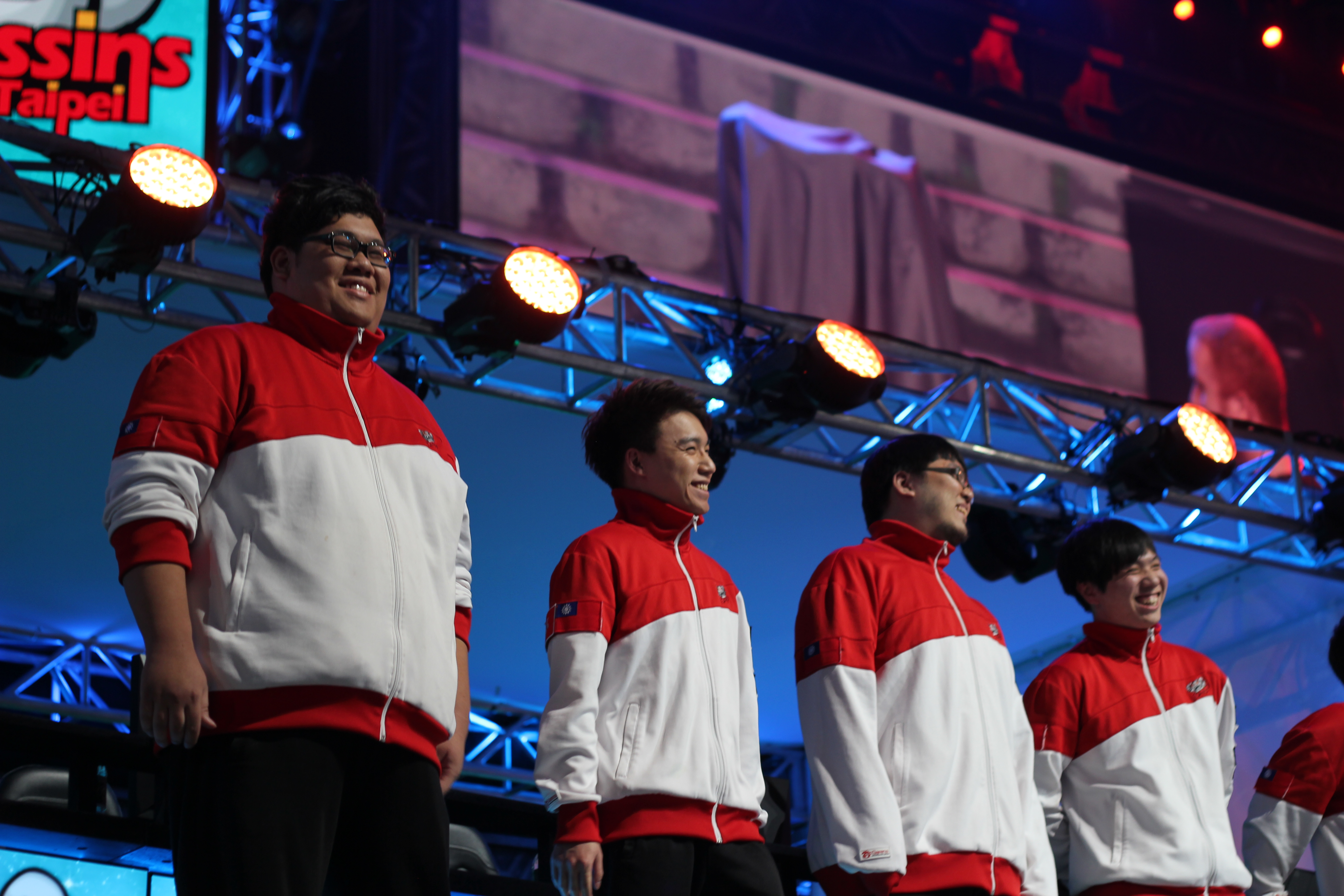
Taipei Assassins (TPA), campeões do mundial de 2012.

Após a primeira temporada, a Riot anunciou que US$ 5.000.000 seriam pagos na segunda temporada. Desses US$ 5 milhões, US$ 2 milhões foram para os parceiros da Riot, incluindo a IGN Pro League e outras grandes associações de esports. Outros US$ 2 milhões foram para os qualificatórios e o campeonato da segunda temporada da Riot. Os US$ 1 milhão final foram para outros organizadores que se inscreveram na Riot para sediar torneios independentes de League of Legends.
O Campeonato Mundial da segunda temporada foi realizado no início de outubro de 2012 em Los Angeles, Califórnia para concluir a temporada de US$ 5 milhões. Doze equipes qualificadas de todo o mundo participaram do campeonato, que ostentava a maior premiação da história dos torneios de esportes eletrônicos na época em US$ 2 milhões, com US$ 1 milhão indo para os campeões. Os jogos da fase de grupos, quartas de final e semifinais aconteceram entre 4 e 6 de outubro. A grande final aconteceu uma semana depois, em 13 de outubro no Galen Center da Universidade do Sul da Califórnia diante de 10.000 fãs e foi transmitida em 13 idiomas diferentes. Na grande final, a equipe profissional taiwanesa Taipei Assassins triunfou sobre a sul-coreana Azubu Frost por 3 a 1 e conquistou o prêmio de US$ 1 milhão em dinheiro.
Mais de 8 milhões de espectadores assistiram a transmissão do Campeonato Mundial de 2012, com um máximo de 1,1 milhão de espectadores simultâneos durante a grande final, tornando o evento de esports mais assistido da história na época.

### 2013

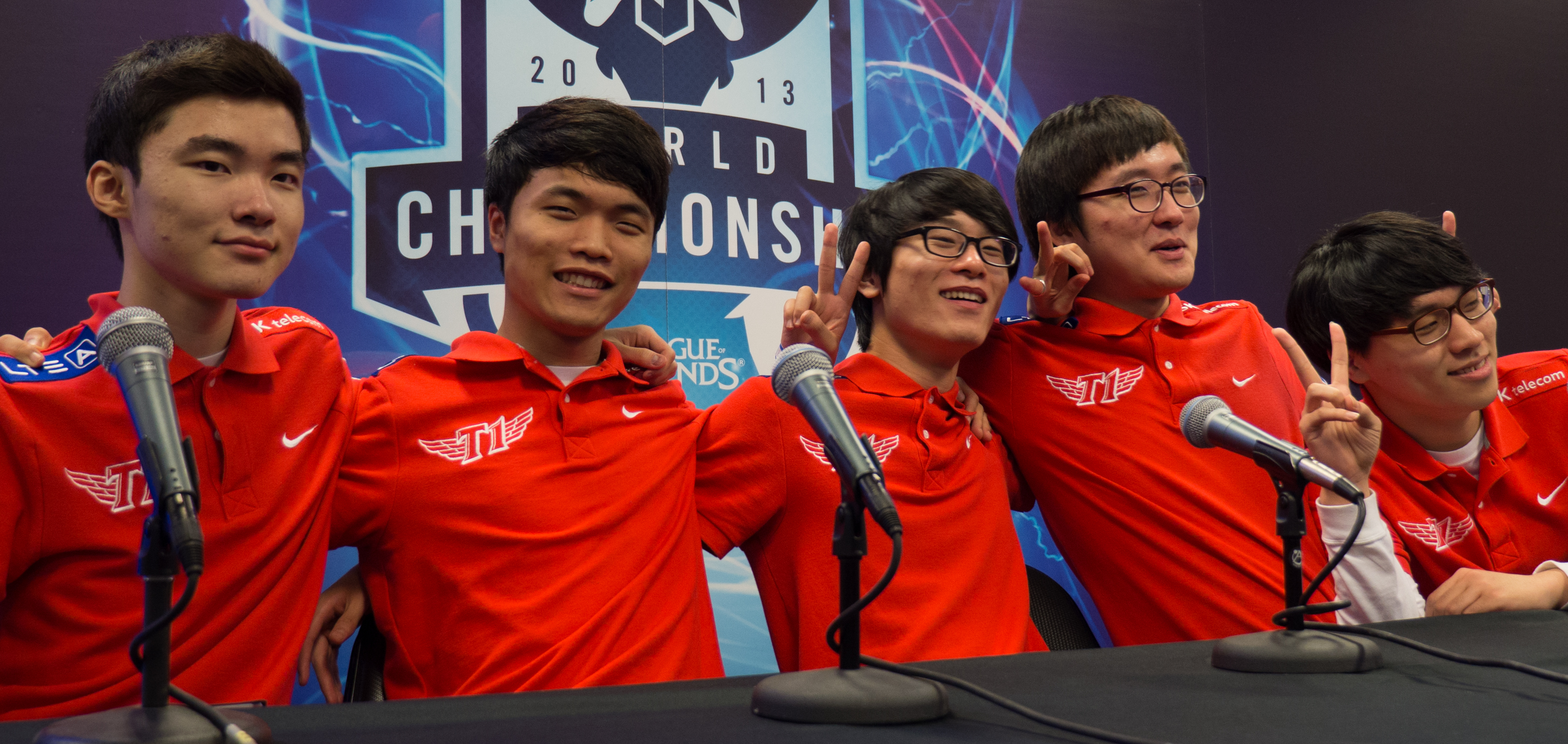
SK Telecom T1, campeões de 2013.

O Campeonato Mundial de 2013 foi realizado no final do ano em Los Angeles, Califórnia. 14 equipes da América do Norte, Coreia do Sul, China, Sudeste Asiático, Europa e uma das regiões emergentes de League of Legends chegaram ao Mundial depois de se classificarem por meio de suas competições regionais. A grande final foi realizada no Staples Center em 4 de outubro de 2013, onde a equipe sul-coreana SK Telecom T1 derrotou a equipe chinesa Royal Club, concedendo-lhes o título de campeões mundiais da terceira temporada, a Taça do Invocador e o prêmio de US$ 1 milhão.
A transmissão da grande final do Campeonato Mundial de 2013 em 4 de outubro foi assistida por 32 milhões de pessoas com um pico de audiência simultânea de 8,5 milhões. Os números mais uma vez bateram os recordes anteriores de audiência de esports.

### 2014
O Campeonato Mundial de 2014 contou com 16 equipes competindo por um prêmio total de US$ 2,13 milhões, com 14 equipes classificadas das principais regiões de League of Legends (China, Europa, América do Norte, Coreia do Sul e Taiwan/Sudeste Asiático) e duas equipes das regiões emergentes vindas do International Wildcard.
A fase de grupos começou em 18 de setembro em Taipé e terminou em 28 de setembro em Singapura, com oito equipes avançando para a fase eliminatória. A fase eliminatória começou em 3 de outubro em Busan, na Coreia do Sul, e terminou em 19 de outubro com a grande final no Estádio da Copa do Mundo de Seul, com 45.000 lugares, onde a equipe sul-coreana Samsung Galaxy White venceu o time chinês Star Horn Royal Club para se tornar o campeão mundial de League of Legends de 2014.
A banda americana Imagine Dragons contribuiu com a música tema "Warriors" para o torneio, e se apresentou ao vivo na grande final na Coreia do Sul. Todos os jogos foram disponibilizados gratuitamente via transmissão ao vivo.
Os jogos do Campeonato Mundial de 2014 foram transmitidos ao vivo por 40 parceiros de transmissão e transmitidos em 19 idiomas. A grande final foi assistida por 27 milhões de pessoas, com audiência simultânea atingindo mais de 11 milhões de espectadores.

### 2015
Após a temporada de 2014, a Riot Games introduziu uma série de mudanças no competitivo League of Legends. O número de equipes na League Championship Series aumentou de 8 para 10 nas regiões da América do Norte e Europa. Um segundo torneio internacional oficial da Riot Games foi anunciado, o Mid-Season Invitational, que aconteceu em maio de 2015, e contou com uma única equipe de cada região principal e uma do International Wildcard. Além disso, a partir de 2015, todas as equipes são obrigadas a colocar em campo um treinador principal em suas partidas competitivas, que permanecerá no palco e falará com a equipe por meio de bate-papo por voz na fase de seleção e banimento de personagens do jogo. Esta mudança torna o treinador principal um membro oficialmente reconhecido da equipe.
O Campeonato Mundial de 2015 concluiu a temporada de 2015, e foi realizado em vários locais da Europa em outubro de 2015. Assim como o Campeonato Mundial de 2014, o Campeonato Mundial de 2015 foi um evento de várias cidades e vários países. O Mundial de 2015 foi vencido pela SK Telecom T1, garantindo seu segundo título, já que também venceu o Mundial de 2013. O topo da SK Telecom T1, Jang "MaRin" Gyeong-Hwan, foi nomeado o torneio jogador mais valioso (MVP). A final foi assistida por 36 milhões de pessoas, com um pico de audiência simultânea de 14 milhões de espectadores.

### 2016

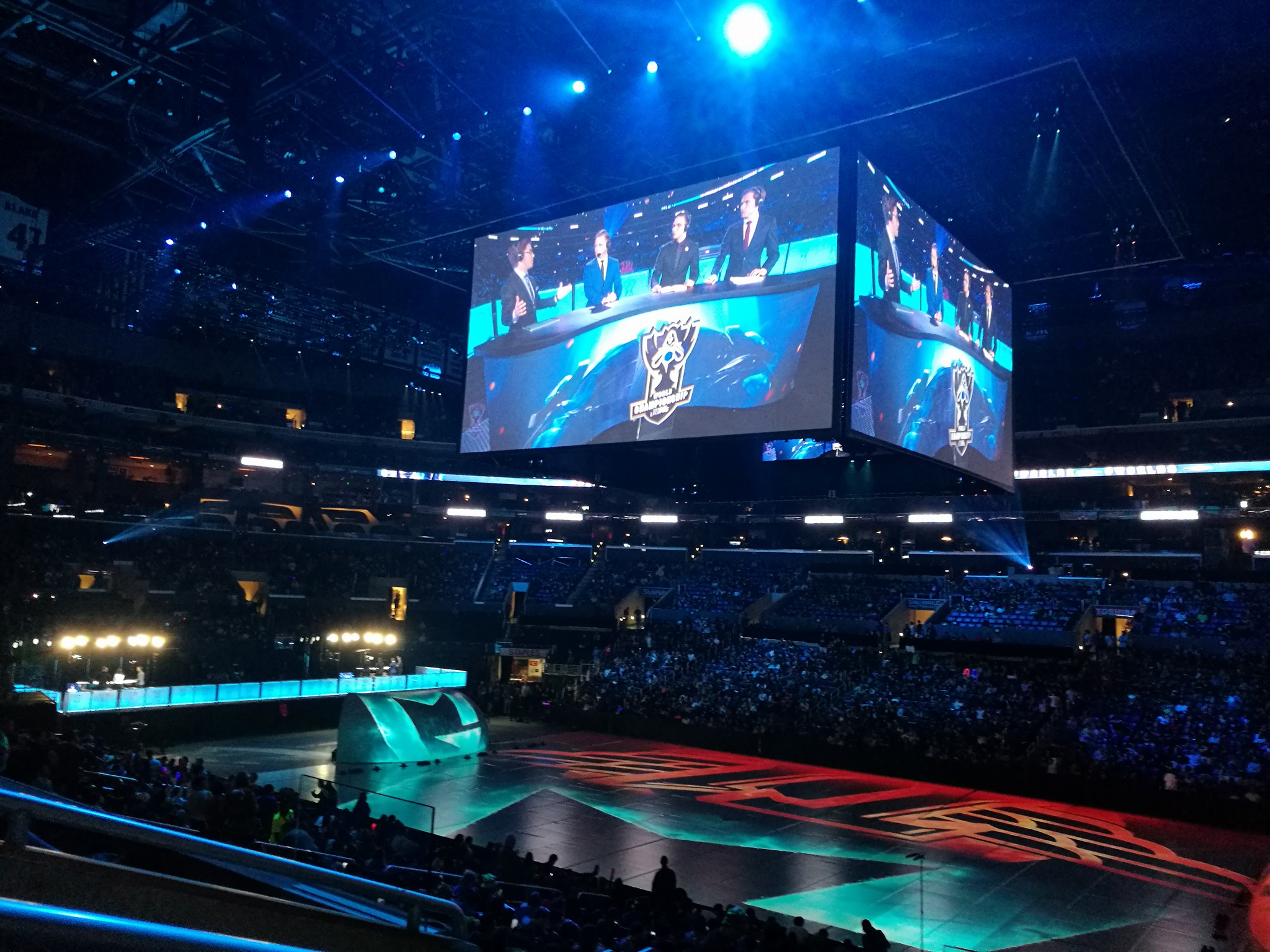
O Staples Center em Los Angeles usado para a final do Campeonato Mundial de League of Legends de 2016.

As várias etapas do Mundial 2016 foram realizadas nos Estados Unidos em Chicago, São Francisco, Nova York, e a final em Los Angeles.
Os grupos das equipes foram decididos através de um show de sorteio de grupos ao vivo em 10 de setembro. Os jogos foram jogados na atualização 6.18 do jogo com Yorick e Aurelion Sol desativados nos dias 1 a 3. Havia 16 equipes e 4 grupos que consistiam em 4 equipes. A fase de grupos era em melhor de um e as duas melhores equipes de cada grupo avançariam para a Fase Eliminatória. A Fase Eliminatória era melhor de cinco e as equipes primeiro e segundo colocadas de cada grupo se enfrentariam na chave. A premiação total foi de US$ 5.070.000 e foi distribuída entre as equipes. A campeã SK Telecom T1 levou US$ 2.028.000, a vice-campeã Samsung Galaxy levou US$ 760.500, e o terceiro lugar e o quarto lugar levaram juntos US$ 380.250. O restante da premiação foi distribuído entre os 5º e 16º lugares.
A SK Telecom T1 venceu por 3–2 contra a Samsung Galaxy na final do Campeonato Mundial de 2016, com Faker ganhando o prêmio de melhor jogador. A final foi assistida por 43 milhões de pessoas, com um pico de audiência simultânea de 14,7 milhões de espectadores, quebrando o recorde de espectadores da final de 2015.

### 2017

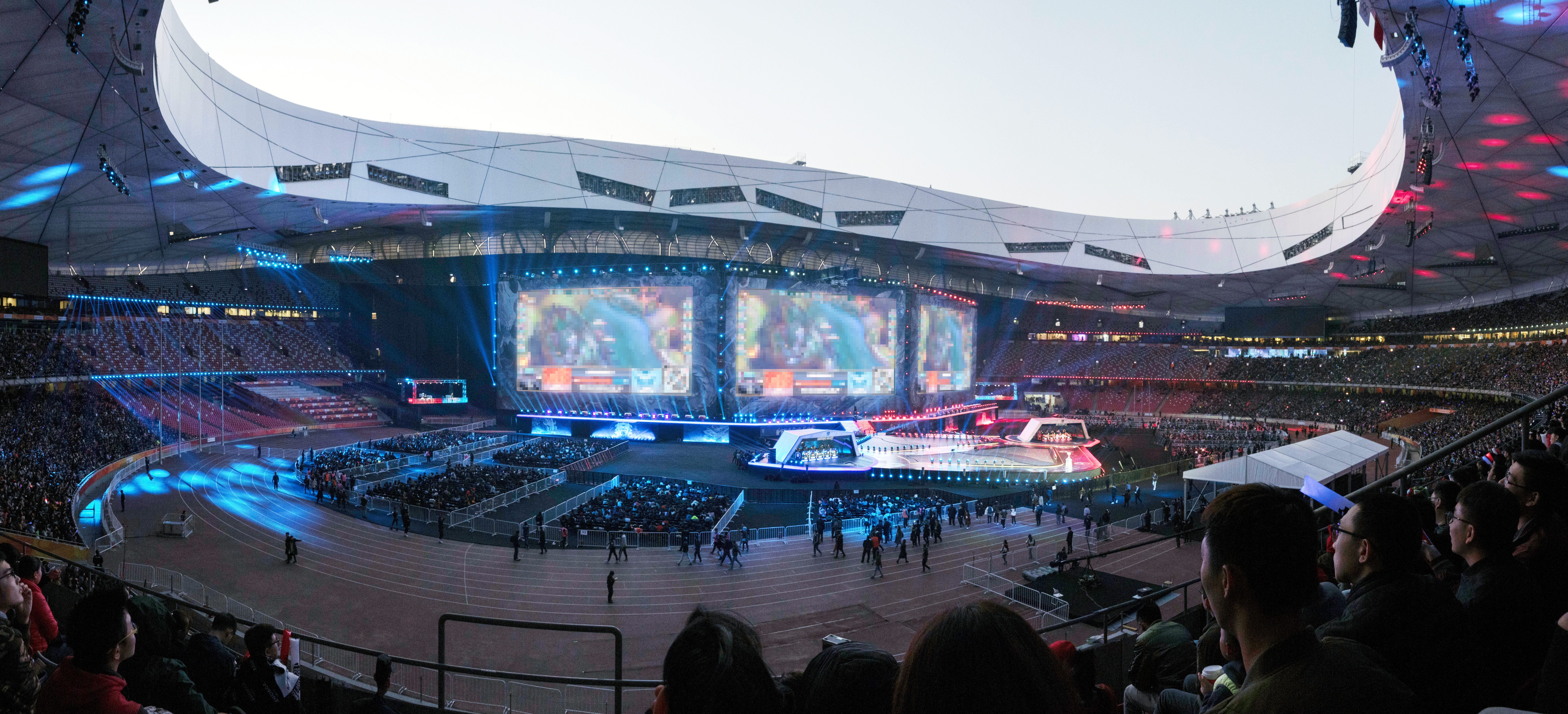
O palco para a final do Mundial de 2017 entre SK Telecom T1 e Samsung Galaxy no Estádio Nacional de Pequim.

A série do Campeonato Mundial de 2017 começou em setembro de 2017 e foi concluída em novembro de 2017. Foi realizada em 4 locais diferentes ao longo da China: Wuhan (fase de entrada e de grupos), Cantão (quartas de final), Xangai (semifinais) e Pequim (final). Foi jogado na atualização 7.18, com o mais novo campeão Ornn sendo desativado.
Um total de 24 equipas participaram no torneio: 3 equipes da Coreia do Sul, China, América do Norte, Europa e Taiwan/Hong Kong/Macau; 1 equipe do Brasil, norte da América Latina, sul da América Latina, Japão, Oceania, Turquia, Sudeste Asiático e CEI/Rússia; e 1 equipe das regiões emergentes com a classificação mais alta no Mid-Season Invitational de 2017 (no caso, o Vietnã, do Sudeste Asiático).
A Samsung Galaxy reverteu o resultado do ano anterior e derrotou a SK Telecom T1 por 3–0 na final do Campeonato Mundial de 2017. Park "Ruler" Jae-hyuk, o atirador da Samsung, foi nomeado o melhor jogador. A final foi assistida por 60 milhões de pessoas, quebrando os recordes de espectadores da final de 2016.

### 2018
O Campeonato Mundial de 2018 foi realizado de 1 de outubro a 3 de novembro de 2018, em 4 cidades em Coreia do Sul: Seul (fase de entrada), Busan (fase de grupos e quartas de final), Gwangju (semifinais) e Incheon (final). Vinte e quatro equipes qualificadas para o torneio com base em sua colocação em circuitos regionais, como os da América do Norte, Europa, Coréia do Sul e China, com doze dessas equipes tendo que chegar à fase de grupos por meio da fase de entrada.
O Campeonato Mundial de 2018 foi jogado na atualização 8.19. Notavelmente, os campeões Aatrox, Alistar e Urgot foram extremamente predominantes no torneio, com os três personagens sendo escolhidos ou banidos em mais de 90% dos 78 jogos disputados. A final do Campeonato Mundial foi disputada entre Invictus Gaming e Fnatic. A Invictus Gaming venceu por 3–0 contra a Fnatic, concedendo à China e à LPL seu primeiro Campeonato Mundial. Gao "Ning" Zhenning foi nomeado o MVP da série em sua vitória. A final foi assistida por 99,6 milhões de espectadores únicos, com a audiência simultânea atingindo um pico de 44 milhões de espectadores, quebrando o recorde de audiência da final de 2017.

### 2019
O Campeonato Mundial de 2019 foi realizado entre 2 de outubro e 10 de novembro de 2019, em três países e cidades da Europa: Berlim (fase de entrada e grupos), Madrid (quartas de final e semifinais) e Paris (final). Vinte e quatro equipes se classificaram para participar do Campeonato Mundial com base na colocação em suas próprias ligas regionais e resultados anteriores em jogos internacionais.
O Campeonato Mundial de 2019 foi jogado na atualização 9.19 do início ao fim. A final do Campeonato Mundial foi disputada em 10 de novembro de 2019 entre a chinesa FunPlus Phoenix e a europeia G2 Esports na AccorHotels Arena em Paris. A FunPlus Phoenix venceu por 3–0 contra a G2 Esports, concedendo à China e à LPL dois Campeonatos Mundiais consecutivos. Gao "Tian" Tianliang foi nomeado o MVP da série em sua vitória. A final foi assistida por mais de 100 milhões de espectadores, chegando a 44 milhões de visualizações simultâneas.

### 2020
O Campeonato Mundial de 2020 foi realizado de 25 de setembro a 31 de outubro de 2020 em Xangai, China. 22 equipes foram qualificadas para participar do Campeonato Mundial com base na colocação em suas próprias ligas regionais e resultados regionais anteriores em jogos internacionais. Como resultado das restrições de viagem relacionadas à pandemia de COVID-19, as duas equipes do Vietnã classificadas não puderam para participar do evento.
Todos os jogos que antecederam a final foram realizados no Shanghai Media Tech Studio, sem a presença de fãs. A final foi sediada no Pudong Football Stadium como o evento inaugural do edifício, recebendo um número limitado de 6.312 torcedores devido à pandemia de COVID-19. A final foi disputada em 31 de outubro de 2020 entre Suning, da LPL, e Damwon Gaming, da LCK, com a Damwon Gaming vencendo o campeonato por 3–1. Durante o segundo jogo, o topo da Suning, Chen "Bin" Zebin, alcançou o primeiro "Pentakill" na final de um Campeonato Mundial. O selva da Damwon Gaming, Kim "Canyon" Geon-bu, foi nomeado o MVP da série. A vitória da Damwon terminou a sequência de vitórias consecutivas da LPL no campeonato mundial. A final foi assistida em seu auge por 46,07 milhões de espectadores.

### 2021
O Campeonato Mundial de 2021 foi realizado de 5 de outubro a 6 de novembro de 2021 em Reykjavík, Islândia. De acordo com a iteração do ano passado, 22 equipes se classificaram para participar do Campeonato Mundial com base na colocação em suas próprias ligas regionais e resultados anteriores em jogos internacionais. Como resultado de restrições de viagem relacionadas à pandemia de COVID-19, as duas equipes do Vietnã que se classificaram não puderam comparecer ao evento novamente.
Todos os jogos do torneio foram realizados no Laugardalsvöllur, sem torcedores presentes devido à pandemia de COVID-19 na Islândia. A final foi disputada em 6 de novembro de 2021 entre Edward Gaming, da LPL, e os atuais campeões DWG KIA (anteriormente Damwon Gaming), da LCK, com a Edward Gaming vencendo o campeonato por 3–2, encerrando a chance do DWG KIA de vencer dois campeonatos mundiais consecutivos. O meio da Edward Gaming, Lee "Scout" Ye- chan, foi nomeado o MVP da série. A final teve uma média audiência de 30,6 milhões, chegando a 73,86 milhões de espectadores simultâneos.

### 2022
O Campeonato Mundial de 2022 foi realizado de 29 de setembro a 5 de novembro de 2022, com o evento ocorrendo em 4 cidades na América do Norte: Cidade do México (fase de entrada), Nova York (grupos e quartas de final), Atlanta (semifinais) e São Francisco (finais). Vinte e quatro equipes se qualificaram para participar do Campeonato Mundial com base no placar em suas próprias ligas regionais e resultados anteriores em jogos internacionais. Como resultado da invasão da Ucrânia pela Rússia em 2022, a liga LCL da CEI não conseguiu enviar seu representante para participar do evento.
As finais foram disputadas no Chase Center em 5 de novembro de 2022 entre T1 e DRX, ambos da League of Legends Champions Korea (LCK). Na final, a DRX derrotou a T1 por 3–2 em uma série apertada, tornando-se a primeira equipe a vencer o campeonato depois de começar a partir da fase de entrada. O topo da DRX, Hwang "Kingen" Seong-hoon, foi nomeado o MVP da série. Sua vitória foi considerada uma história de zebra de sucesso, já que eles vieram da fase de entrada como o quarto representante da Coreia, e venceram algumas das equipes mais favoritas e vencedoras ao longo do caminho, incluindo a campeã mundial anterior Edward Gaming em uma virada de 3–2 nas quartas de final, e derrotando a campeã da etapa de verão da LCK, Gen.G, por um placar de 3–1 nas semifinais.

## Troféu
A Riot Games, dona de League of Legends, encomendou o troféu do vencedor conhecido como Taça do Invocador (em inglês: Summoner's Cup). A Riot especificou que deveria pesar 70 libras, embora o peso real da taça final fosse reduzido para que não fosse muito pesado para levantar na vitória. Thomas Lyte, já tendo criado a Taça do Campeonato Mundial de 2012, criou o troféu dos vencedores dos jogos de 2014.
Em 2022, a Riot Games anunciou a formação de uma parceria de vários anos com a marca de joias americana Tiffany & Co., produzindo uma Taça do Invocador recém-projetada com um peso de 44 libras.

## Resultados
| Ed. | Ano  | Campeão          | Placar | Vice-campeão          | Semifinalista                            | Sede da final            | Localização                   | N.º |
| --- | ---- | ---------------- | ------ | --------------------- | ---------------------------------------- | ------------------------ | ----------------------------- | --- |
| 1   | 2011 | Fnatic           | 2–1    | against All authority | TSM                                      | Elmia                    | Jönköping, Suécia             | 8   |
| 2   | 2012 | Taipei Assassins | 3–1    | Azubu Frost           | Moscow Five, Counter Logic Gaming Europa | Galen Center             | Los Angeles, Estados Unidos   | 12  |
| 3   | 2013 | SK Telecom T1    | 3–0    | Royal Club            | Fnatic, NaJin Black Sword                | Staples Center           | Los Angeles, Estados Unidos   | 14  |
| 4   | 2014 | Samsung White    | 3–1    | Star Horn Royal Club  | Samsung Blue, Oh My God                  | Seoul World Cup Stadium  | Seul, Coreia do Sul           | 16  |
| 5   | 2015 | SK Telecom T1    | 3–1    | KOO Tigers            | Fnatic, Origin                           | Mercedes-Benz Arena      | Berlim, Alemanha              | 16  |
| 6   | 2016 | SK Telecom T1    | 3–2    | Samsung Galaxy        | KOO Tigers, H2K                          | Staples Center           | Los Angeles, Estados Unidos   | 16  |
| 7   | 2017 | Samsung Galaxy   | 3–0    | SK Telecom T1         | Royal Never Give Up, Team WE             | Beijing National Stadium | Pequim, China                 | 24  |
| 8   | 2018 | Invictus Gaming  | 3–0    | Fnatic                | G2 Esports, Cloud 9                      | Incheon Munhak Stadium   | Incheon, Coreia do Sul        | 24  |
| 9   | 2019 | FunPlus Phoenix  | 3–0    | G2 Esports            | Invictus Gaming, SK Telecom T1           | AccorHotels Arena        | Paris, França                 | 24  |
| 10  | 2020 | Damwon Gaming    | 3–1    | Suning                | G2 Esports, Top Esports                  | Pudong Football Stadium  | Xangai, China                 | 22  |
| 11  | 2021 | Edward Gaming    | 3–2    | DWG KIA               | T1, Gen.G                                | Laugardalshöll           | Reiquiavique, Islândia        | 22  |
| 12  | 2022 | DRX              | 3–2    | T1                    | Gen.G, JD Gaming                         | Chase Center             | São Francisco, Estados Unidos | 24  |
| 13  | 2023 | T1               | 3–0    | Weibo Gaming          | Bilibili Gaming, JD Gaming               | Gocheok Sky Dome         | Seul, Coreia do Sul           | 22  |
| 14  | 2024 | T1               | 3–2    | Bilibili Gaming       | Gen.G, Weibo Gaming                      | O2 Arena                 | Londres, Reino Unido          | 20  |
| 15  | 2025 |                  |        |                       |                                          |                          |                               |     |

## Performances

### Por região
| Região                 | Títulos | Vices | Semifinalista | Edições campeão                                      | Edições vice-campeão               | Edições Semifinalista                    |
| ---------------------- | ------- | ----- | ------------- | ---------------------------------------------------- | ---------------------------------- | ---------------------------------------- |
| Coreia do Sul (LCK)    | 9       | 6     | 8             | 2013, 2014, 2015, 2016, 2017, 2020, 2022, 2023, 2024 | 2012, 2015, 2016, 2017, 2021, 2022 | 2013, 2014, 2016, 2019, 2021, 2022, 2024 |
| China (LPL)            | 3       | 5     | 9             | 2018, 2019, 2021                                     | 2013, 2014, 2020, 2023, 2024       | 2014, 2017, 2019, 2020, 2022, 2023, 2024 |
| EMEA (LEC)             | 1       | 3     | 7             | 2011                                                 | 2011, 2018, 2019                   | 2012, 2013, 2015, 2016, 2018, 2020       |
| Ásia-Pacífico (LCP)    | 1       | 0     | 0             | 2012                                                 | —                                  | —                                        |
| América do Norte (LCS) | 0       | 0     | 2             | —                                                    | —                                  | 2011, 2018                               |
| Russia (CIS)           | 0       | 0     | 1             | —                                                    | —                                  | 2012                                     |

### Por equipe
| Equipe                      | Títulos | Vices | Semifinalista | Edições campeão              | Edições vice-campeão | Edições Semifinalista  |
| --------------------------- | ------- | ----- | ------------- | ---------------------------- | -------------------- | ---------------------- |
| T1                          | 5       | 2     | 2             | 2013, 2015, 2016, 2023, 2024 | 2017, 2022           | 2019, 2021             |
| Gen.G                       | 2       | 1     | 4             | 2014, 2017                   | 2016                 | 2014, 2021, 2022, 2024 |
| Fnatic                      | 1       | 1     | 2             | 2011                         | 2018                 | 2013, 2015             |
| Dplus KIA                   | 1       | 1     | 0             | 2020                         | 2021                 | —                      |
| Invictus Gaming             | 1       | 0     | 1             | 2018                         | —                    | 2019                   |
| J Team                      | 1       | 0     | 0             | 2012                         | —                    | —                      |
| FunPlus Phoenix             | 1       | 0     | 0             | 2019                         | —                    | —                      |
| Edward Gaming               | 1       | 0     | 0             | 2021                         | —                    | —                      |
| DRX                         | 1       | 0     | 0             | 2022                         | —                    | —                      |
| Royal Never Give Up         | 0       | 2     | 1             | —                            | 2013, 2014           | 2017                   |
| Weibo Gaming                | 0       | 2     | 1             | —                            | 2020, 2023           | 2024                   |
| G2 Esports                  | 0       | 1     | 2             | —                            | 2019                 | 2018, 2020             |
| Hanwha Life Esports         | 0       | 1     | 1             | —                            | 2015                 | 2016                   |
| against All authority       | 0       | 1     | 0             | —                            | 2011                 | —                      |
| Azubu Frost                 | 0       | 1     | 0             | —                            | 2012                 | —                      |
| Bilibili Gaming             | 0       | 1     | 1             | —                            | 2024                 | 2023                   |
| JD Gaming                   | 0       | 0     | 2             | —                            | —                    | 2022, 2023             |
| Cloud 9                     | 0       | 0     | 1             | —                            | —                    | 2018                   |
| H2K                         | 0       | 0     | 1             | —                            | —                    | 2016                   |
| Counter Logic Gaming Europa | 0       | 0     | 1             | —                            | —                    | 2012                   |
| Moscow Five                 | 0       | 0     | 1             | —                            | —                    | 2012                   |
| NaJin Black Sword           | 0       | 0     | 1             | —                            | —                    | 2013                   |
| Oh My God                   | 0       | 0     | 1             | —                            | —                    | 2014                   |
| Origin                      | 0       | 0     | 1             | —                            | —                    | 2015                   |
| Team WE                     | 0       | 0     | 1             | —                            | —                    | 2017                   |
| TSM                         | 0       | 0     | 1             | —                            | —                    | 2011                   |
| Top Esports                 | 0       | 0     | 1             | —                            | —                    | 2020                   |